# Авијано
Авијано (итал. Aviano) град је у северној Италији, у регији Фријули-Венеција Ђулија. 2003. бројао је око 8 200 становника.
Крај места налази се заједничка ваздухопловна база америчких и италијанских ваздушних снага. Током Операције Намерна сила 1995. и НАТО бомбардовања СРЈ 1999. служила је као главна база за ваздушне операције авиона НАТО-а.

## Становништво
Према резултатима пописа становништва 2011. у општини је живело 9.025 становника.
| 1931.  | 1936. | 1951. | 1961. | 1971. | 1981. | 1991. | 2001. | 2011. |
| ------ | ----- | ----- | ----- | ----- | ----- | ----- | ----- | ----- |
| 10.750 | 7.678 | 8.577 | 8.401 | 8.097 | 8.445 | 8.086 | 8.225 | 9.025 |

## Партнерски градови
- Ашкелон